# Municipio de Boon Hill
El municipio de Boon Hill (en inglés: Boon Hill Township) es un municipio ubicado en el  condado de Johnston en el estado estadounidense de Carolina del Norte. En el año 2010 tenía una población de 7.283 habitantes.

## Geografía
El municipio de Boon Hill se encuentra ubicado en las coordenadas 35°27′38.58″N 78°10′51.98″O / 35.4607167, -78.1811056.